# Саклов-Башское сельское поселение
Саклов-Башское се́льское поселе́ние — муниципальное образование в Сармановском районе Татарстана Российской Федерации.
Административный центр — село Саклов-Баш.

## История
Статус и границы сельского поселения установлены Законом Республики Татарстан от 31 января 2005 года № 39-ЗРТ Законом Республики Татарстан от 31 января 2005 года № 39-ЗРТ «Об установлении границ территорий и статусе муниципального образования "Сармановский муниципальный район" и муниципальных образований в его составе».

## Население
| 2010 | 2011 | 2012 | 2013 | 2014 | 2015 | 2016 |
| ---- | ---- | ---- | ---- | ---- | ---- | ---- |
| 872  | ↘870 | ↘863 | ↘859 | ↘824 | ↗825 | ↘808 |
| 2017 | 2018 |      |      |      |      |      |
| ↘787 | ↘767 |      |      |      |      |      |

## Состав сельского поселения
| № | Населённый пункт | Тип населённого пункта       | Население |
| - | ---------------- | ---------------------------- | --------- |
| 1 | Алга             | деревня                      |           |
| 2 | Новое Саклово    | деревня                      |           |
| 3 | Саклов-Баш       | село, административный центр |           |
| 4 | Сулы-Саклово     | деревня                      |           |